# 卡利尼夫卡 (薩爾內區)
51°7′18″N 26°19′25″E / 51.12167°N 26.32361°E
卡利尼夫卡（烏克蘭語：Калинівка），是烏克蘭的村落，位於該國西北部羅夫諾州，由薩爾內區負責管轄，始建於1780年，面積0.93平方公里，海拔高度161米，2001年人口722，人口密度每平方公里773.9人。